# Leptothorax pergandei
Leptothorax pergandei är en myrart som beskrevs av Carlo Emery 1895. Leptothorax pergandei ingår i släktet smalmyror, och familjen myror. Inga underarter finns listade i Catalogue of Life.